# Distrito de Boe
Boe es un distrito y una circunscripción electoral en Nauru, su población es de 950 habitantes. Envía dos miembros al Parlamento de Nauru en Yaren.

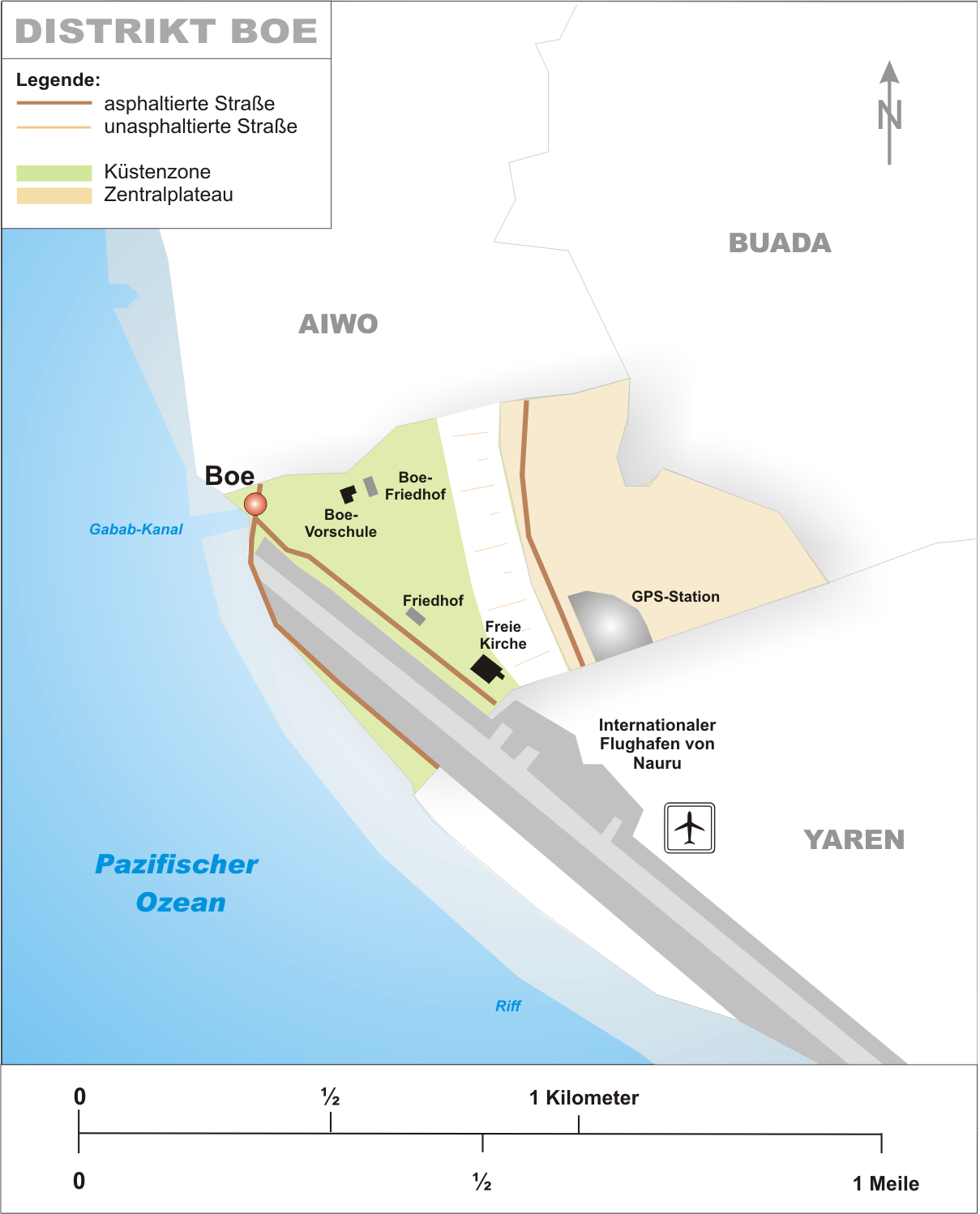
Mapa del distrito.

Boe se encuentra en el suroeste de la nación insular de Nauru. Está bañado por las aguas del océano Pacífico y tiene frontera terrestre con los distritos de Aiwo, Buada y  Yaren.
La altitud media del distrito es de 15 metros (mín: 0m, máx: 50m) y su superficie es de 0,5 km².